# Diplodus cervinus hottentotus
Diplodus cervinus hottentotus és un peix teleosti de la família dels espàrids i de l'ordre dels perciformes present a les costes occidentals de l'oceà Índic (sud de Moçambic i Sud-àfrica). Pot arribar als 60 cm de llargària total. Menja peixos, mol·luscs, crustacis, cucs i altres organismes.